# Ain't I a Woman?
Cet article concerne le discours de Sojourner Truth. Pour l'essai du même nom de bell hooks, voir Ne suis-je pas une femme ?.
Ain't I a Woman? (« Ne suis-je pas une femme ? ») est le nom donné à un discours célèbre prononcé par Sojourner Truth (1797–1883), féministe afro-américaine née esclave dans l'État de New York. Quelque temps après avoir obtenu sa liberté en 1827, elle devient une oratrice anti-esclavagiste. Son discours est prononcé au Congrès des femmes de l'Ohio à Akron, le 29 mai 1851. Il n'avait pas de titre à l'origine.

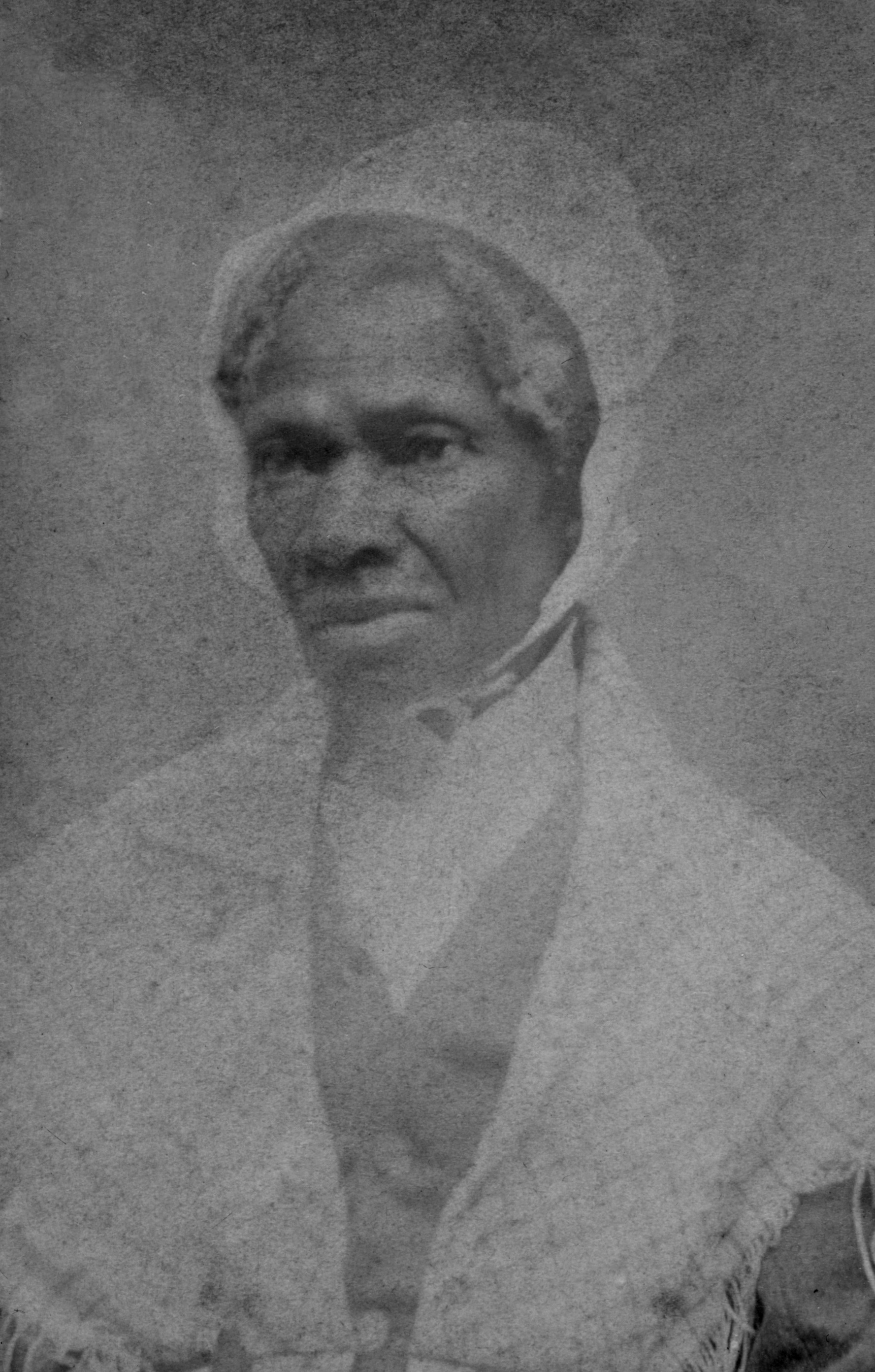
Sojourner Truth.

Le discours est brièvement rapporté dans deux journaux et une transcription est publiée dans le Anti-Slavery Bugle le 21 juin 1851. Il reçoit une publicité plus large en 1863 pendant la guerre de sécession, lorsque Frances Dana Barker Gage publie une version modifiée, connue sous le nom de Ain't I a Woman? en raison de la répétition de ce slogan à travers la prose. Cette version plus tardive, mieux connue et plus largement disponible est celle référencée par la plupart des historiens et historiennes.

## Contexte

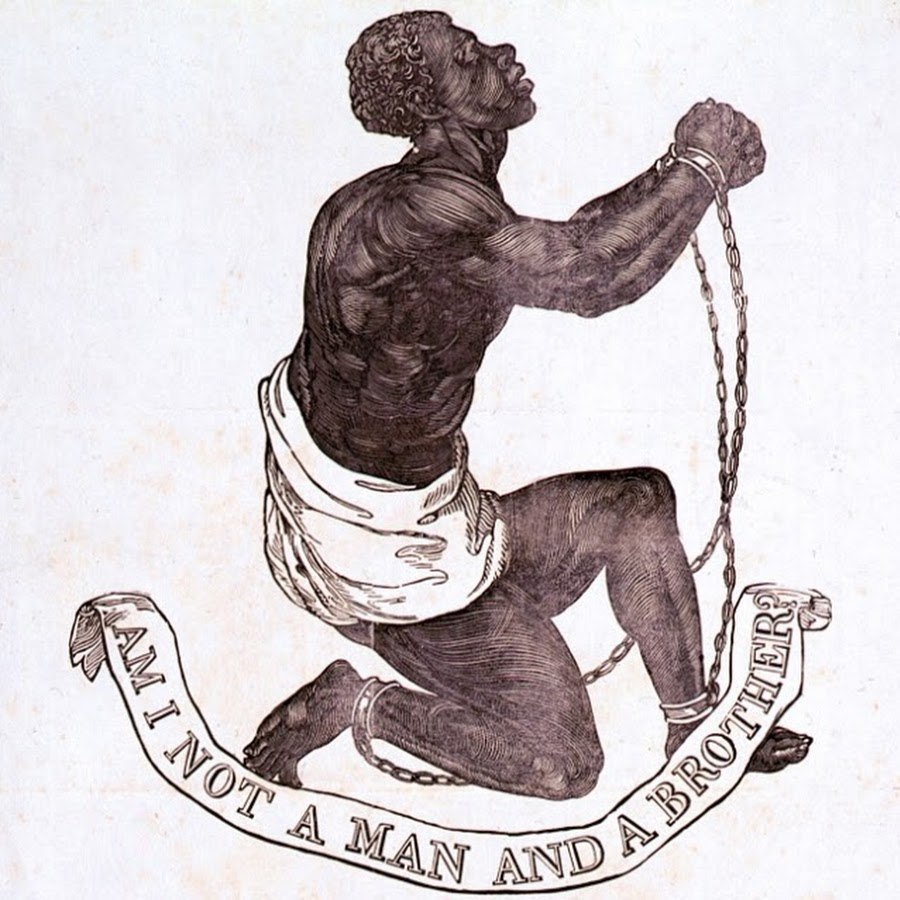
Am I Not a Man and a Brother? (Ne suis-je pas un homme et un frère ?), médaillon de 1787 conçu par Josiah Wedgwood pour la campagne anti-esclavagiste britannique.

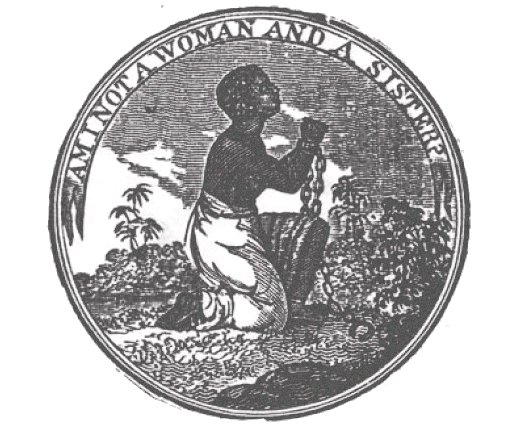
Image des années 1830 d'une femme esclave disant : Ne suis-je pas une femme et une sœur ?

La phrase « Am I Not a Man and a Brother? » (en français « Ne suis-je pas un homme et un frère ? ») est utilisée par les abolitionnistes britanniques depuis la fin du XVIIIe siècle pour dénoncer l'inhumanité de l'esclavage. Cette devise est transformée pour en obtenir une version au féminin dans les années 1820 par les abolitionnistes britanniques. En 1830, le journal abolitionniste américain Genius of Universal Emancipation (en) en publie une version avec l'image d'une esclave demandant « Am I Not a Woman and a Sister? » (« Ne suis-je pas une femme et une sœur ? »). Cette image est largement diffusée dans les années 1830 et transformée en pièce de monnaie de cuivre ou en jeton, mais sans le point d'interrogation, pour donner à la question une réponse positive. En 1833, la militante afro-américaine Maria W. Stewart utilise les mots de cette devise pour défendre les droits des femmes de toutes les races. L'historien Jean Fagan Yellin (en) affirme en 1989 que cette devise a inspiré Sojourner Truth, qui était consciente de la différence dans le degré d'oppression des femmes blanches et des femmes noires. Truth affirmait à la fois son genre et son identité raciale en demandant à la foule : « Ne suis-je pas une femme,, ? »

## Versions du texte
Les premières mentions du discours sont publiées par le New York Tribune le 6 juin 1851 et par The Liberator cinq jours plus tard. Ces deux comptes-rendus sont brefs, et ne fournissent pas une transcription complète du discours. La première transcription complète est publiée le 21 juin dans le Anti-Slavery Bugle par Marius Robinson (en), un journaliste abolitionniste qui est aussi le secrétaire rédigeant les comptes rendus de la convention. La question « Ain't I a Woman? » n'apparaît pourtant pas dans son compte rendu.
Douze ans plus tard, en mai 1863, Frances Dana Barker Gage publie une transcription très différente. Dans cette version, elle attribue de nombreuses caractéristiques de langage des esclaves du Sud à Sojourner Truth, et elle inclut de nouveaux éléments que Marius Robinson n'avait pas signalés. La version du discours de Gage est republiée en 1875, 1881 et 1889 et devient la version historiquement acceptée de ce discours. Cette version est intitulée « Ne suis-je pas une femme ? » car cette phrase est répétée à de nombreuses reprises dans le texte. En vérité le mode d'expression de Sojourner Truth n'était pas celui des esclaves du sud, car elle est née et a grandi à New York et ne parlait que le néerlandais jusqu'à l'âge de neuf ans.
Parmi les ajouts que Gage apporte au discours de Truth, on peut citer le fait que Truth maniait le fouet aussi bien qu'un homme, que personne ne lui a prodigué la déférence traditionnellement dévolue aux femmes, et que ses 13 enfants ont été vendus comme esclaves. Il est général admis que Truth a en réalité eu 5 enfants, dont un a été vendu, et on n'a pas de sources indiquant qu'elle en aurait eu plus. Le compte rendu de 1863 de Gage est en contradiction avec un de ses propres rapports publié plus tôt : Gage écrit en 1851 qu'Akron en général et la presse en particulier étaient largement favorables à la convention sur les droits de la femme, mais en 1863, elle écrivait au contraire que les responsables de la convention craignaient l'adversité du public. D'autres témoins présents lors du discours de Truth ont rapporté une histoire différente, indiquant que tous les visages des personnes présentes « rayonnaient de joie » lors du discours de Truth ; que pas « une note discordante » n'avait interrompu la convention. Contrairement à la version ultérieure publiée par Gage, Truth aurait été chaleureusement accueillie par les participantes à la convention, dont la majorité étaient des abolitionnistes de longue date, favorables aux idées progressistes au sujet de la race et des droits civiques.

## Le discours

### Version de1851de Robinson
Marius Robinson, qui assiste à la convention et travaille avec Truth, imprime le discours tel qu'il l'a transcrit dans le numéro du 21 juin 1851 du Anti-Slavery Bugle. 

« L'un des discours les plus remarquables et intéressants a été prononcé par Sojourner Truth, une esclave émancipée. Il est impossible de retranscrire sur papier, ou de traduire fidèlement l'effet qu'il eut sur le public.  Seuls peuvent l'apprécier ceux qui ont vu la puissance de son expression, ses gestes sincères et fervents, et ont écouté ses mots forts et véridiques. Elle est venue sur l'estrade et s'adressant à la présidente a dit avec une grande simplicité : « Puis-dire quelques mots ? ». Recevant une réponse positive, elle s'exécuta : »

« Je veux dire quelques mots à propos de cette question [sic]. Je suis une femme en faveur des droits des femmes [sic]. J'ai autant de muscles que n'importe quel homme, et je peux abattre autant de travail qu'un homme. J'ai labouré, récolté, émondé, tronçonné et tondu, et est-ce qu'un homme peut faire plus que cela ? J'ai entendu pas mal de choses à propos de l'égalité des sexes. Je peux porter autant qu'un homme, et je peux manger autant qu'un homme aussi, pour peu que je reçoive autant à manger. Je suis aussi forte que n'importe quel homme. En ce qui concerne l'intelligence, tout ce que je peux dire, c'est si une femme en a une pinte, et un homme un quart — pourquoi ne pourrait-elle  remplir sa petite pinte ? Vous ne devez pas avoir peur que nous prenions trop, car nous ne pouvons prendre plus que ce que notre pinte peut contenir. Les pauvres hommes semblent être dans une grande confusion, et ne savent que faire. Mes enfants, si vous avez des droits pour les femmes, donnez les leur, et vous vous sentirez mieux. Vous aurez vos propres droits, et il n'y aura pas de problèmes. Je ne sais pas lire, mais je sais écouter. J'ai entendu la Bible et j'ai appris que Ève n'a pas porté préjudice à Adam. Et bien, si une femme a chamboulé le monde, laissez lui une chance de le remettre sur pied à nouveau. Notre Mère a parlé de Jésus, de la façon dont jamais il n'a rejeté une femme, et elle avait raison. Quand Lazare est mort, Marie et Marthe vinrent à lui avec foi et amour et le prièrent de faire revivre leur frère. Et Jésus pleura, et Lazare revint à lui. Et comment Jésus vint-il au monde ? À travers Dieu qui l'a créé et la femme qui l'a porté. Homme, quelle était ta part à toi ? Mais les femmes se dressent, Dieu soit loué, et quelques hommes avec. Mais l'homme est dans une situation contrainte, l'esclave pauvre est contre lui, la femme aussi, il est certainement quelque chose entre un aigle et un busard. »

### Version de1863de Gage
Le discours est cité de nouveau douze ans après avoir été prononcé par Gage, une militante pour les droits des femmes en faveur de l'abolition. Gage, qui préside la convention des droits pour les femmes de l'Ohio, décrit l'événement ainsi :

« Les leaders du mouvement tremblèrent en voyant une grande femme noire décharnée dans une robe grise et un turban blanc, surmontée d'un fruste chapeau de soleil, entrer délibérément dans l'église, et marcher le long de l'aile avec l'air d'une reine, pour prendre sa place. Un bourdonnement de désapprobation se fit entendre, et on entendit « une affaire d'abolition ! », « je vous l'avais dit! », « Vas-y noiraude ! ».... Encore et encore, des personnes tremblantes et timorées vinrent vers moi et me dirent avec conviction « Ne la laissez pas parler, Mme Gage, cela sera notre ruine. Chaque journal du pays confondra notre cause avec celle de l'abolition et des nègres, et nous serons critiquées. ». Ma seule réponse fut «Nous verrons le temps venu.». Le deuxième jour le travail continua. Les ministres méthodistes, baptistes, épiscopaux, presbytériens, et universalistes vinrent pour écouter discuter les résolutions présentées. L'un d'entre eux justifia des droits et les privilèges pour les hommes sur la base de leur supériorité intellectuelle ; un autre par le fait que le Christ était un homme ; si Dieu avait voulu l'égalité pour la femme, il aurait fourni quelque témoignage de sa volonté à la naissance, durant la vie et la mort du sauveur. Un autre encore nous donna un aperçu théologique des péchés de notre première mère.
Il y avait peu de femmes en ces temps qui osaient parler en public ; et les augustes prédicateurs du peuple semblaient en retirer davantage que nous, pendant que les garçons dans les galeries, et les moqueurs sur les bancs semblaient apprécier grandement le déconfiture de ce qu'ils supposaient être de « fortes têtes ». Certaines des plus sensibles semblaient sur le point de perdre leur dignité, et l'atmosphère était lourde comme celle précédant un orage. C'est alors que doucement, Sojourner Truth se leva de son siège du coin où elle était, elle qui jusqu'alors avait à peine levé son nez. « Ne la laissez pas parler ! » intimèrent une douzaine de bouches à mon oreille. Elle s'avança doucement et solennellement vers l'avant, posa son vieux bonnet à ses pieds, et tourna ses grands yeux expressifs vers moi. Il y eut des sifflements de désapprobation venus d'en haut et d'en bas. Je me levais et annonçais « Sojourner Truth » et priait l'assistance de faire silence pour quelque temps. 
Le tumulte cessa d'un coup, et tous les regards étaient fixés sur cette forme littéralement d'amazone, qui se tenait du haut de ses presque six pieds, la tête droite et ses yeux perçant l'air au-dessus d'elle comme dans un rêve. Aux premiers mots qu'elle prononça le silence fut total. Elle parlait d'une voix grave, et bien que sont volume fut peu élevé, sa voix atteignait chaque oreille dans la salle, jusqu'à la foule massée aux portes et aux fenêtres. »

Son discours transcrit en français est le suivant :

« "Ct'homme là bas y dit que la femme on doit l'aider à monter dans la cariole, et la soulever pour passer les ornières, et 'voir la meilleur' place pa'tout. Ma personne y me aide pour les carioles ou les flaques de boue ou la meilleur' place !"
Et se levant de toute sa hauteur, sa voix roulant comme le tonerre, elle demanda :
"Ne suis-je pas une femme ? Regardez moi ! Regardez mes bras !" et elle dénuda son bras droit jusqu'à l'épaule, montrant la puissance extraordinaire de ses muscles. "J'ai labouré, planté, fait les foins et aucun homme pouvait me battre! Et ne suis-je pas une femme? Je pouvais travailler et manger autant qu'un homme, quand je pouvais recevoir autant, et porter le fouet pareil ! Et ne suis-je pas une femme ?
Après y parlent de ce truc dans la tête : comment qu'ils l'appellent ? (Intelligence, chuchota quelqu'un près de moi). C'est ça mon cœur. Ma qu'est que ça à voir avec les droit de la femme ou du nègre ? Si ma tasse peut prendre une pinte, et la tienne un quart, t'y serais pas un peu radin de pas me laisser prendre ma ptit' pinte en entier ?" Et elle pointa son doigt imposant, et jeta un regard significatif au prédicateur qui avait recouru à l'argument. Les encouragements furent longs et bruyants.
"Après ce ptit homme en noir là, y dit la femme y peut pas avoir autant de droit que l'homme, parce que Christ il n’était pas une femme ! Et dis voir ton Christ, il est sorti d'où ?" Un tonnerre éclatant n'aurait pas pu mieux réduire au silence cette foule, comme ces graves et merveilleuses intonations, alors qu'elle se tenait là debout avec les bras écartés et les yeux de braise. Élevant la voix encore elle répéta : "Et dis voir ton Christ, il est sorti d'où ? De Dieu et d'une femme ! L'homme il avait rien à voir avec Lui." Oh, quelle soufflet infligé à ce petit homme.
Se tournant vers un autre contradicteur, elle prit la défense de mère Ève. Je ne peux pas suivre tout ce qu'elle dit alors. C'était pointu, et brillant et solennel ; des applaudissements assourdissants fusaient après chaque phrase ; et elle termina en assenant : "Si la première femme elle était assez forte toute seule pour tourner le monde en dessus en dessous, alors ces femmes là ensemble", et elle fit planer son regard au-dessus de l'estrade, "elles devraient pouvoir le retourner encore et le remettre en place ! Et maintenant qu'elles demandent de faire ça, les hommes y feraient mieux de les laisser. » De longs  hourras ponctuèrent cette phrase. « Bien le merci de m'avoir écoutée, et maintenant cte vieille Sojourner elle a plus rien à dire. » »

Gage décrit l'effet produit :

« Au milieu des applaudissements, elle retourna dans son coin, laissant nombre d'entre nous les yeux mouillés, et le cœur plein de gratitude. Elle nous avait pris dans ses bras puissants et nous avait portés au-delà du bourbier en retournant la situation en notre faveur. Je n'ai jamais dans ma vie vu quelque chose d'approchant cette influence magique qui vint à bout de l'état d'esprit de la foule, changeant les moqueries et insultes en témoignages de respect et d'admiration. Des centaines se précipitèrent pour lui serrer la main, et lui souhaiter l'aide de Dieu dans sa mission pour témoigner encore sur la méchanceté de ces gens. »

## Héritage
Il n’existe pas de version officielle unique et incontestée du discours de Truth. Robinson et Truth étaient amis et avaient travaillé ensemble à la fois sur l'abolition de l'esclavage et sur les droits des femmes, et le rapport de Robinson se base strictement sur ses souvenirs, sans commentaire supplémentaire. Comme la version de Robinson a été publiée dans le Anti-Slavery Bugle, où le public était davantage concerné par les droits des Africains-Américains plutôt que par les droits des femmes, il est possible que la version de Robinson ait été conçue pour son propre public. Bien que Truth ait collaboré avec Robinson pour la transcription de son discours, Truth n'a pas dicté la retranscription mot pour mot.
La version historiquement acceptée du discours a été écrite par Gage, mais il n’y a pas de preuve que Gage ait travaillé avec Truth sur cette version de la transcription. Gage décrit Truth comme parlant un dialecte du Sud, ce que les premières versions du discours ne mentionnent pas. Il semblerait que Truth ait été fière de sa façon de parler l'anglais. Le dialecte employé dans la version de 1863 de Gage est moins prononcé que dans sa version ultérieure du discours publié en 1881. La réarticulation des différentes versions publiées par Gage œuvre comme une  transfiguration métonymique de la vérité. Plus encore, la foule à laquelle s'adresse Truth ce jour-là est composée en majorité de femmes blanches privilégiées. Dans les souvenirs de Gage, elle affirme se souvenir que le public ne souhaitait pas la laisser parler, de peur que la cause de l'abolition ne soit confondue avec celle des droits des femmes, malgré les témoignages indiquant qu'elle avait été accueillie avec bienveillance. Bien que la version de Gage apporte des éléments de contexte supplémentaires, elle est écrite de manière narrative et la façon dont elle choisit de mettre en scène Truth ne peut pas être considérée comme une représentation factuelle des événements.

## Le discours
En version bilingue anglais-français
- Sojourner Truth (trad. Françoise Bouillot, préf. Pap Ndiaye), Et ne suis-je pas une femme ? [« And ain't I a woman? »] (discours), Paris, Payot, 2021, 141 p. (ISBN 978-2-228-92863-2 et 978-2-228-92893-9, lire en ligne).

## Pour approfondir
- (en-US) bell hooks, « Theory as Liberatory Practice », Yale Journal of Law and Feminism (en), vol. 4, no 1,‎ automne 1991, p. 1–12 (lire en ligne ) Pdf.
- (en-US) Catharine MacKinnon, « From Practice to Theory, or What Is a White Woman Anyway? », Yale Journal of Law and Feminism (en), vol. 4, no 1,‎ automne 1991, p. 13–22 (lire en ligne ) Pdf.
- (en-US) Celina Romany, « Ain't I a Feminist? », Yale Journal of Law and Feminism (en), vol. 4, no 1,‎ automne 1991, p. 23–33 (lire en ligne ) Pdf.
- (en-US) Deborah L. Rhode (en), « Enough Said », Yale Journal of Law and Feminism (en), vol. 4, no 1,‎ automne 1991, p. 35–38 (lire en ligne ) Pdf.
- (en-US) Karen Sánchez-Eppler, « Review: Ain't I a Symbol? », American Quarterly, vol. 50, no 1,‎ mars 1998, p. 149–157 (JSTOR 30041604, lire en ligne ).
- (en-US) Robert A. Schwartz, Beverly L. Bower, Diana C. Rice et Charles M. Washington, « "Ain't I a Woman, Too?" : Tracing the Experiences of African American Women in Graduate School », The Journal of Negro Education (en), vol. 72, no 3,‎ été 2003, p. 252–268 (JSTOR 3211247, lire en ligne ).
- (en-US) Agatha Beins et Julie R. Enszer, « “We Couldn't Get Them Printed,” So We Learned to Print: Ain't I a Woman? and the Iowa City Women's Press », Frontiers: A Journal of Women Studies (en), vol. 34, no 2,‎ 2013, p. 186–221 (DOI 10.5250/fronjwomestud.34.2.0186, lire en ligne ).